# Municipio de Derry (condado de Mifflin)
El municipio de Derry  (en inglés: Derry Township) es un municipio ubicado en el condado de Mifflin en el estado estadounidense de Pensilvania. En el año 2000 tenía una población de 7.256 habitantes y una densidad poblacional de 90.1 personas por km².

## Geografía
El municipio de Derry se encuentra ubicado en las coordenadas 40°38′00″N 77°29′29″O / 40.63333, -77.49139.

## Demografía
Según la Oficina del Censo en 2000 los ingresos medios por hogar en la localidad eran de $34,712 y los ingresos medios por familia eran $41,353. Los hombres tenían unos ingresos medios de $33,194 frente a los $25,783 para las mujeres. La renta per cápita para la localidad era de $18,234. Alrededor del 8,3% de la población estaban por debajo del umbral de pobreza.